# Pilea trichotoma
Pilea trichotoma är en nässelväxtart som beskrevs av Frederik Michael Liebmann. Pilea trichotoma ingår i släktet pileor, och familjen nässelväxter. Inga underarter finns listade i Catalogue of Life.